# Pierre Poujade
Pour les articles homonymes, voir Poujade.
Cet article possède un paronyme, voir Pierre Pouyade.
Pierre Poujade ne doit pas être confondu avec Robert Poujade.
Pierre Poujade, né le 1er décembre 1920 à Saint-Céré (Lot) et mort le 27 août 2003 à La Bastide-l'Évêque (Aveyron), est un homme politique, responsable syndical et résistant français.
Véritable ovni politique sorti de nulle part, il a connu une carrière politique brève et fulgurante, donnant son nom au poujadisme, mouvement qui, entre 1953 et 1958, a défendu les commerçants et les artisans et condamné l'inefficacité du parlementarisme tel que pratiqué sous la IVe République.
Le poujadisme peut se définir surtout comme une rébellion sectorielle étendue en vision du monde : révolte des petits contre les « gros » ou le « système », le fisc, les notables et nombre d'intellectuels et d'hommes politiques considérés comme ayant perdu contact avec le réel, avec parfois une teinte d'antisémitisme.

## Biographie

### Avant la Libération
Pierre Poujade est le cadet de sept enfants et doit interrompre ses études au collège Saint-Eugène d'Aurillac, à seize ans, à la suite du décès de son père, architecte et sympathisant maurrassien, militant à l'Action française.
Après s'être essayé à divers métiers, comme celui d'apprenti typographe, de moniteur d'éducation physique, de docker ou de goudronneur, il milite quelque temps au sein de l'Union populaire des jeunesses françaises, filiale du Parti populaire français (PPF) de Jacques Doriot, avant de devenir, durant la guerre, chef de compagnie d'un mouvement de jeunesse vichyste, les Compagnons de France.
Avec l'invasion de la « zone libre » par les Allemands fin 1942, il décide de rejoindre, via l'Espagne, les Forces françaises libres. Il est incarcéré pendant six mois en Espagne. Engagé dans les Forces aériennes françaises libres à Alger, il rencontre sa future femme Yvette Seva (décédée en 2016), infirmière chargée de ses soins, qu'il épouse en juillet 1944 et avec qui il eut cinq enfants. Il rejoint ensuite un camp d'entraînement de la Royal Air Force en Angleterre où il termine la guerre.

### Après la Libération
À la Libération, il devient représentant en livres religieux, puis s'installe comme libraire-papetier dans sa ville natale de Saint-Céré (d'où son surnom de « papetier de Saint-Céré »). En 1953, il est élu au conseil municipal de Saint-Céré sous l'étiquette « indépendant ex-RPF ». L'historien Jean-Pierre Rioux note que Poujade continue pendant cette période de manifester un « nationalisme à relent vichyste ».

#### Fondation du mouvement poujadiste
Pierre Poujade accède brutalement à la notoriété en 1953 lorsqu'il prend la tête d'un groupe de commerçants qui s'opposent de manière musclée à un contrôle fiscal prévu le 23 juillet 1953 dans cette petite localité du sud-ouest de la France. Les contrôleurs renoncent à leur mission et le mouvement s'étend aux départements voisins. Le « papetier de Saint-Céré », excellent orateur et devenu entre-temps conseiller municipal, accompagne cette révolte fiscale qui marque le début du mouvement poujadiste. Au nom des « petits », il dénonce avec véhémence « l'État vampire » et ses « soupiers » (les grands commis qui « vont à la soupe »), les « éminences » et les « apatrides » qui occupent la « maison France ». Jean-Pierre Rioux, dans L'Histoire, no 32, mars 1981, le décrit comme « un Français moyen acclamé comme un chef ... Inusable ... courageux ... méprisant les élites et les médias ... bon orateur ... vengeur, plébéien et madré, il dépasse Tartarin ... aussi rusé qu'un vieux routier de la politique. » Son mouvement est très antiparlementaire.
Pierre Birnbaum relève que Pierre Poujade exprime « la thèse future du capitalisme monopoliste d'État qui oppose les seuls monopoles, les « gros bonnets » à tous les petits, à nous autres », ce qui « explique le soutien que Poujade trouve auprès du parti communiste pendant une durée assez longue, jusqu'au 1er octobre 1955 », date d'un édito réprobateur de Waldeck Rochet qui, jusqu'alors, le soutenait. Il cultive également des amitiés auprès des radicaux et des gaullistes. À la suite d'un dessin de Victor Weisz (en) dans The Daily Mirror, représentant Adolf Hitler qui lui glisse à l'oreille : « Vas-y petit, pour moi aussi au début, ils rigolaient », et dont L'Express du 9 janvier 1956 se fait largement l'écho, il sera couramment qualifié du sobriquet « Poujadolf ». Ses attaques répétées contre l'homme politique d'origine juive Pierre Mendès France, « qui n'a de français que le mot ajouté à son nom », sont sans équivoque. Devant l'ampleur des mobilisations de masse, les communistes, isolés alors sur le plan politique, proposent un Front républicain pour les élections de janvier 1956 et dénoncent « l'hitlérien Poujade ».

#### Percée aux législatives de 1956
Son mouvement syndical, l'Union de défense des commerçants et artisans (UDCA), connaît un grand succès dans le contexte déprimé et déliquescent de la IVe République, ainsi que sa version électorale, l'Union et fraternité française (UFF). Ce qui lui permet d'envoyer 52 députés (2,4 millions de suffrages, soit 11,6 %) à l'Assemblée nationale lors des élections législatives de 1956, avec une loi électorale qui accorde 70 députés au MRP avec pourtant près de 230 000 voix de moins. Parmi eux se trouve Jean-Marie Le Pen, qui va devenir la figure marquante de l'extrême droite en France. Les deux hommes se brouillent rapidement. Jean-Marie Le Pen est exclu de l'UFF et Pierre Poujade refuse jusqu'au bout toute affinité. Le mouvement gagne en popularité auprès des partisans de l'Algérie française et dépasse dès lors le simple stade de la lutte anti-fiscale. Le discours poujadiste se radicalise et la haine des « métèques » et des juifs s'y retrouve de plus en plus fréquemment.
En janvier 1957, Pierre Poujade se présente personnellement aux élections partielles de la première circonscription de la Seine. Mais, en dépit des moyens mis en œuvre et de la signification que celui-ci entend donner à cette élection, son échec est « écrasant ». Cette défaite aura des conséquences pour l'ensemble du mouvement poujadiste. L'arrivée de la Ve République en 1958 fait rapidement baisser l'influence de Pierre Poujade, bien que Georges Pompidou se l'attache. Il sera ainsi l'un des inspirateurs de la loi Royer ayant pour but de réglementer l'urbanisme commercial et protéger le petit commerce.

#### Suite de son parcours
Il est candidat à deux reprises aux élections européennes : en 1979 sur la liste de Philippe Malaud, puis en 1984 sur une liste socio-professionnelle de l'Union des travailleurs indépendants pour la liberté d'entreprise (UTILE) de Gérard Nicoud, mais sans être élu. Il préside l'UDCA jusqu'en 1983, date à laquelle il se retire de la vie politique pour étudier et promouvoir la culture des topinambours, dans l'intention d'en extraire des biocarburants, afin d'apporter l'indépendance énergétique à la France et d'apporter des ressources directes et renouvelables à l'agriculture et à tout le monde rural.
En 1984, il est nommé membre du Conseil économique et social par François Mitterrand, et le demeure jusqu'en 1999. Il est également membre à partir de 1984 de la Commission nationale consultative pour les carburants de substitution et vice-président de la Confédération des syndicats producteurs de plantes alcooligènes (CAIPER). Il est également chargé de mission en Roumanie après la révolution de 1989 et anime une association visant à la promotion de ce pays, au travers de tournées en France de lycéens roumains présentant des spectacles folkloriques.
En 1994, tandis qu'il fête ses noces d'or avec sa femme, Yvette, il reçoit une lettre de félicitations signée par François Mitterrand, alors président de la République.
Bien que généralement classé à la droite voire à l'extrême droite de l'échiquier politique, il a soutenu indifféremment des candidats de gauche comme de droite aux élections présidentielles successives. Il a par ailleurs soutenu à chaque présidentielle le candidat vainqueur (Charles de Gaulle, Georges Pompidou, Valéry Giscard d'Estaing, François Mitterrand par deux fois et Jacques Chirac), à l'exception de celle de 2002, où il a choisi Jean-Pierre Chevènement au premier tour puis Jacques Chirac, plutôt que Jean-Marie Le Pen, au second.

## Postérité
Dérivés du nom de Pierre Poujade, les termes de poujadisme ou poujadiste (par extension) sont devenus des qualificatifs péjoratifs dans le langage courant, désignant des formes jugées démagogiques de corporatisme. Ils ont pris progressivement un sens proche de celui de « populisme ».
Faisant de la politique spectacle et tenant des propos fréquemment outranciers, Poujade a parfois été comparé à Donald Trump,.

## Publications
Pierre Poujade a publié deux ouvrages durant sa vie, et une autobiographie est parue à titre posthume :
- J'ai choisi le combat, Saint-Céré, Société Générale des éditions et des Publications, 1954 ;
- À l'heure de la colère, Albin Michel, 1992, 250 p.  (ISBN 2-402-61772-1) ;
- L'histoire sans masque, Elystis, 2003, 317 p.  (ISBN 2-914659-24-5) - son autobiographie.